# 35165 Квебек
35165 Квебек (35165 Québec) — астероїд головного поясу, відкритий 16 серпня 1993 року.
Тіссеранів параметр щодо Юпітера — 3,102.
Названо на честь столиці провінції у Канаді Квебек.